# 이레일
이레일(株式會社 ―)은 NH농협금융지주 자회사로, 2018년 6월 16일 개통한 서해선(소사~원시) 구간의 건설을 맡은 대한민국의 기업이다. 해당 구간의 준공 후 20년간의 운영권을 보유하나, 유지보수운영을 서울교통공사의 자회사인 서해철도에 위탁하였다.

## 주요 연혁
- 2008년 12월 12일 : 회사 설립
- 2011년 3월 31일 : 서해선(소사~원시) 착공
- 2017년 9월 5일 : 서울교통공사, 이레일 간의 관리운영계약 체결[2]

## 운영 노선
- ● 신안산선 (소사 ~ 원시)
  - 역수: 12개
  - 기타: 역무 관리 및 유지 보수는 서해철도에서, 차량 및 열차운영은 한국철도공사에서 전담하고 있다.

## 주요 업무내용
- 서해선(소사~원시) 설계·시공 업무

## 같이 보기
- 서해선
- 한국철도공사
- 서해철도
- 서부광역철도
- NH농협금융지주